# 布莱奈格温特
布莱奈格温特（英语，/ˌblaɪnaɪ ˈɡwɛnt/，威爾斯語發音：[ˈbləi.nai]）是英国威尔士的一个自治市，位于威尔士东南部，成立于1974年，面积达1,783平方千米，人口共69,800人。东部与蒙茅斯郡和托法恩接壤，西面为卡菲利自治市，北面为波伊斯，首府为埃布韦尔。